# Вальчук Людмила Феодосіївна
Людмила Феодосіївна Вальчук (нар. 25 жовтня 1953) — українська радянська діячка, новатор сільськогосподарського виробництва, доярка бурякорадгоспу Ульяновського цукрокомбінату Кіровоградської області. Депутат Верховної Ради УРСР 10-го скликання.

## Біографія
Освіта середня. Член ВЛКСМ.
З 1970 року — доярка бурякорадгоспу Ульяновського цукрового комбінату Ульяновського району Кіровоградської області.
Потім — на пенсії у селі Новоселиця Ульяновського (тепер — Благовіщенського) району Кіровоградської області.

## Нагороди
- ордени
- медалі